# Dil Hi To Hai
Dil Hi To Hai (ang. Dil Hi To Hai, hindi. दिल ही तो है) – indyjski film z 1992 roku w reżyserii Asrani

## Obsada
- Jackie Shroff – Prince Harshvardhan/Raja/Prince Govardhan
- Divya Bharati – Bharati
- Gulshan Grover – Jack (Gulshan Kammini)
- Kader Khan – Diwan Thakur Karan Singh
- Shilpa Shirodkar – Jayshree
- Amjad Khan – Maharaj Vikram
- Anjana Mumtaz – Maharani Kaushalya
- Sudhir Pandey – Kammini
- Ashok Saraf – Lodge's Manager
- Raza Murad – Bharati's Uncle
- Anjan Srivastav – Minister
- Avtar Gill – Minister's Friend
- Sulabha Deshpande – Mausi
- Dinesh Hingoo – Raja's Neighbour
- Mulraj Rajda – Jayshree's Father

## Piosenki
Piosenki do filmu, skomponowane przez Laxmikant–Pyarelal:
1. Meri Choodiyan Baje - Lata Mangeshkar
2. Dil Hi To Hai Aagaya - Mohammed Aziz, Alka Yagnik
3. Ek Ladki Ka Main Deewana - Mukul Agarwal, Sudesh Bhosle
4. Chhat Ke Upar Do Kabutar (Part I) - Jackie Shroff, Manhar Udhas, Sudesh Bhosle
5. Sahiba O Sahiba - Sudesh Bhosle, Amit Kumar, Alka Yagnik
6. Main Kya Karoon - Mohammed Aziz
7. Chhat Ke Upar Do Kabutar (Part II) - Sagarika Mukherjee, Sonali Bajpai, Manhar Udhas, Sudesh Bhosle